# Bonaventure Panet
Pour les articles homonymes, voir Panet.
Bonaventure Panet (Montréal, 27 juillet 1765 - L'Assomption, 12 mars 1846) est un homme politique bas-canadien.

## Biographie
Il a été député du comté de Leinster à la Chambre d'assemblée du Bas-Canada de 1792 à 1800 et de 1809 à 1810.
Il est le frère cadet de Pierre-Louis Panet.